# John Nyström (ingenjör)
John Oscar Herman Nyström, född 2 april 1865 i Malmö, död 16 september 1938, var en svensk väg- och vattenbyggnadsingenjör.
Efter mogenhetsexamen 1884 blev Nyström elev vid Kungliga Tekniska högskolan samma år, avlade avgångsexamen 1888 och examen för inträde i Väg- och vattenbyggnadskåren samma år. I nämnda kår blev han löjtnant 1892, kapten 1902, major 1915 och överstelöjtnant 1928. Han var anställd vid statens järnvägsbyggnader 1886–87, biträdande ingenjör i mellersta väg- och vattenbyggnadsdistriktet 1889–91, länsvägbyggmästare i Norrbottens län 1891–92, avdelnings- och stationsingenjör vid järnvägsbyggnader 1892–95, baningenjör i Västervik 1895–96, tekniskt biträde vid Väg- och vattenbyggnadsstyrelsen 1896–97, verkställande direktör och kontrollerande ingenjör vid Västergötland–Göteborgs järnvägsbyggnad 1897–99, verkställande direktör från 1897 och trafikchef från 1900 vid sistnämnda järnväg. Han pensionerades 1936.
Nyström medverkade vid resp. ledde byggandet av Göteborg–Borås, Bredåkra–Tingsryds och Västergötland–Göteborgs Järnvägar. Han var ledamot i styrelsen för Göteborgs spårvägar och i styrelsen för Järnvägs AB Göteborg–Särö och ledamot i kommittén angående omorganisering av Kungliga järnvägsstyrelsen 1906. Han var även ordförande i Svenska Järnvägsföreningen, styrelseordförande i Nydqvist & Holms verkstäders AB och i AB Göteborgs handelsbank.